# Denko
Pour plus de détails, voir Fiche technique et Distribution.
Denko est un court métrage dramatique de 1993 réalisé par le cinéaste guinéen Mohamed Camara. L'histoire implique un inceste entre une mère et son fils.
Elle remporte le prix du meilleur court métrage lors du Festival panafricain du cinéma et de la télévision de Ouagadougou en 1993.

## Synopsis
Mariama et son fils aveugle Bilaly sont rejetés par leurs voisins. Lorsque Mariama sauve un homme albinos, Samba, de la noyade, elle découvre qu'il est un guérisseur et qu'il peut guérir la cécité de son fils. Pour y parvenir, Mariama doit commettre un inceste avec Bilaly.

## Fiche technique
- Titre original : Denko
- Titre français : Denko
- Réalisateur : Mohamed Camara
- Scénario :
- Production : Dominique Andreani

## Acteurs
- Mohamed Camara : Bilaly (fils)
- Maïmouna Coulibaly : Mariama (mama)
- Awa Traoré : La guérisseuse
- Gamelé Soma : albinos
- Bintou Traoré

## Récompenses
- 1993 ː: Grand prix de la compétition internationale au  Festival international du court-métrage de Clermont-Ferrand[3]
- 1993 : Prix du Golden Danzante de la compétition internationale au Festival du film de Huesca[4].
- 1994 : Meilleur Court Métrage au Festival international du film de Fribourg